# Paul Friedrich, Mare Duce de Mecklenburg-Schwerin
Paul Friedrich (15 septembrie 1800 – 7 martie 1842) a fost Mare Duce de Mecklenburg-Schwerin din 1837 până în 1842.

## Biografie
S-a născut la Castelul Ludwigslust ca fiu al Marelui Duce Ereditar Friedrich Ludwig de Mecklenburg-Schwerin și a soției acestuia, Marea Ducesă Elena Pavlovna a Rusiei. Paul Friedrich a fost educat la Geneva, Universitatea Jena și Universitatea Rostock. Paul Friedrich a devenit moștenitor aparent al tronului de Mecklenburg-Schwerin în 1819, după decesul tatălui său, Marele Duce Ereditar.
La 1 februarie 1837 el l-a succedat pe bunicul său, Friedrich Franz I. În timpul domniei sale au existat îmbunătățiri ale sistemului judiciar și de infrastructură, precum și o schimbare a capitalei de la Ludwigslust la Schwerin. Cu toate acestea, Paul Friedrich fost în mare măsură interesat doar de chestiuni militare și a petrecut cea mai mare parte a timpului alături de trupe. Cum Paul Friedrich ajunsese la vârsta de mijloc, el a adoptat un stil de viață mai retras, preferând doar compania amantei sale. 
Paul Friedrich a murit în 1842 de o răceală prinsă în timp ce se grăbea la un incendiu în capitala sa.

### Căsătorie și copii
Paul Friedrich s-a căsătorit cu Prințesa Alexandrine a Prusiei la Berlin la 25 mai 1822. Împreună au avut doi fii și patru fiice:
- Friedrich Franz II (1823–1883)
- Luise (1824–1859) căsătorită cu Hugo, Prinț de Windisch-Grätz
- Wilhelm (1827–1879) căsătorit cu Prințesa Alexandrine a Prusiei fiica Prințului Albert al Prusiei
- Helene (1829–1836)
- Marie Alexandrine (1831–1836)
- Pauline (1833–1894)

Paul Friedrich a avut de asemenea copii cu amanta sa, contesa Catarina van Hauke (sora Prințesei Julia de Battenberg):
- Catarina (1830–1834)
- Paul Friedrich (1832–1903) căsătorit cu contesa Maria Anna van Nieppell
- Alexander (1833)
- Helene Catarina (1835–1915)